# 阿都拉勿
拿督斯里乌达玛阿都拉勿·尤索夫（1961年9月20日—），马来西亚政治人物，第13任马六甲首席部长，马六甲州议会丹绒比拉拉州议员。为国阵马六甲州联委会主席兼巫统马六甲州联委会主席和巫统马日丹那区部主席。曾经为马六甲苏莱曼莫哈末阿里州内阁的工业、投资及企业发展委员会主席。

## 政治生涯

### 马六甲州议会议长
阿都拉勿在2020年5月11日取代原任议长威拉奥马嘉化就任马六甲州议会议长。

### 丹绒比拉拉州议员
在2021年马六甲州选举，阿都拉勿代表国阵竞选丹绒比拉拉州议席，对垒来自土著团结党的马来西亚首相署副部长兼马日丹那国会议员，也是前巫统女青团团长的玛丝艾米雅蒂。在选举日（11月20日）当天成功当选，国阵也在此选举成功赢下28席当中的21席。然而阿都拉勿的副手，即国会上议院副主席、巫统马六甲州联委会署理主席兼冬牙峇株区部主席莫哈末阿里在双溪乌浪州议席败选。
2021年11月26日，阿都拉勿就任苏莱曼州政府的工业、投资及企业发展委员会主席。

### 马六甲州首席部长
2023年3月31日，就任为第13任马六甲首席部长。

## 政党职务
阿都拉勿在担任马六甲联委会主席前是纳吉时代的执行秘书。

### 巫统马六甲州联委会主席
2018年起，担任巫统马六甲州联委会主席。

## 选举成绩
| 年份 | 选区           | 候选人 | 候选人           | 得票数 | 得票率 | 竞选对手           | 竞选对手               | 得票数 | 得票率 | 总票数 | 多数票 | 投票率 |
| ---- | -------------- | ------ | ---------------- | ------ | ------ | ------------------ | ---------------------- | ------ | ------ | ------ | ------ | ------ |
| 2021 | N02 丹绒比拉拉 |        | 阿都拉勿（巫统） | 3,559  | 49.14% |                    | 玛丝艾米雅蒂（土团党） | 3,195  | 44.11% | 7,243  | 364    | 71.48% |
| 2021 | N02 丹绒比拉拉 |        | 阿都拉勿（巫统） | 3,559  | 49.14% | 再纳哈山（公正党） | 489                    | 6.75%  |        | 7,243  | 364    | 71.48% |

## 个人荣誉
- 马来西亚：
  -  联邦国家领袖勋章（PJN）—拿督（2010年）[9]

- 马六甲：
  -  马六甲荣誉勋章（DMSM）—拿督（2002年）[9]
  -  马六甲卓越勋章（DCSM）—拿督威拉（2014年）[9]
  -  马六甲辉煌勋章（DGSM）—拿督斯里（2017年）[9]
  -  马六甲乌达玛勋章（DUNM）—拿督斯里乌达玛（2023年）[10][11]

- 彭亨
  -  苏丹阿末沙效忠斯里勋章（SSAP）—拿督斯里（2015年）[9]